# Milada Spalová
Milada Spalová, provdaná Bergrová (* 16. listopadu 1979, Přerov) je česká volejbalistka. V současné době nastupuje v dresu polského Winiary Bakalland Kalisz.
V letech 2004 a 2007 byla vyhlášena nejlepší volejbalistkou Česka.
Své první krůčky pod vysokou sítí udělala v dresu rodného Přerova odkud přestoupila do nedaleké Olomouce. V dresu zdejšího univerzitního celku udělala první kroky do světa velkého volejbalu. V roce 2003 odešla na dva roky do Francie. V 1. sezoně hrála v dresu ASPTT Mulhouse Volley. Druhou sezonu strávila v celku RC 91 Villebon. V roce 2005 odešla do Turecka, kde jednu sezonu strávila v Eczacıbaşı Stambuł. V roce 2006 si to namířila do Polska. Teď hraje za Prostějov.

## Úspěchy
- 1997 - 3. místo liga ČR
- 1999 - 3. místo liga ČR
- 2005 - vicemistryně Francie
- 2006 - mistryně Turecka
- 2007 - mistryně Polska
- 2007 - vítěz polského poháru
- 2007 - vítěz polského superpoháru

### V reprezentaci
- 2001 - 9. místo Mistrovství Evropy v Bulharsku
- 2002 - 17. místo Mistrovství světa v Německu
- 2003 - 9. místo Mistrovství Evropy v Turecku
- 2007 - 9. místo Mistrovství Evropy v Belgii